# Remmelt Lanning
Remmelt Lanning (Zwinderen, 25 augustus 1935 – Zwolle, 20 december 2011) was een Nederlands politicus van de ARP en later het CDA.
Hij is in 1974 afgestudeerd in de economie aan de Rijksuniversiteit Groningen en in de zomer van dat jaar werd hij lid van de Provinciale Staten van Overijssel. Vanaf mei 1981 was Lanning daar bijna 18 jaar tevens gedeputeerde. In september 1999 werd hij benoemd tot waarnemend burgemeester van de gemeente Hardenberg wat hij tot 1 januari 2001 zou blijven. Vanaf augustus 2001 was vijf maanden waarnemend burgemeester van Olst-Wijhe ter tijdelijke vervanging van de zieke burgemeester Bert Hinnen en aansluitend vanaf 1 januari 2002 was Lanning nog vijf maanden waarnemend burgemeester van Haaksbergen.
Eind 2011 overleed hij op 76-jarige leeftijd.